# Eskorzo
Eskorzo es un grupo de rock fusión español, procedente de la ciudad de Granada y formada en 1995.

## Historia
Eskorzo es una banda originaria de Granada. El grupo se formó en 1995. Actualmente está integrado por Tony Moreno (voz), Manuel Collados (guitarra y coros), José Gustavo Cabrerizo (bajo), Prudencio Valdivieso (trombón y coros), Jimi García (trompeta y coros), Zeque Olmo (percusión y teclados) y José Uribe (batería).
La banda nació en 1995 en los momentos iniciales de la música de fusión y el gypsy punk, estilo musical encabezado por grupos como Mano Negra, más tarde por Manu Chao, Tabletom, Los Fabulosos Cadillacs o Amparanoia.
En 1998, Eskorzo publica su primer disco, Mundo Bullanga con la multinacional Chrysalis. Albert Pla colaboró en una de las canciones del álbum y acompañaron a Molotov durante su primera gira europea.
Tres años después, en 2001, lanzan La Sopa Boba, su segundo trabajo discográfico con el sello independiente Tralla Records. Añaden a su música elementos del swing, el rocksteady, el jazz o la música balcánica. También contaron con la colaboración del músico de ska Laurel Aitken.
En 2003, la banda crea su sello discográfico Acostao Records y edita un EP con tres canciones, Al compás de los vinagres.
Un año después y con su propio sello, en 2004, Eskorzo edita y publica El árbol de la duda, en el cual contaron con las colaboraciones de la banda argentina Bersuit y la banda malagueña Tabletom. 
También con su sello Acostao Records, editan Paraísos Artificiales, un álbum más cercano al rock y al pop, alejado de la música de fusión. Para el sencillo de lanzamiento en el 2009, estrenan el videoclip de José Iglesias del tema que da nombre al disco. Este trabajo contó con las colaboraciones de las bandas granadinas Lori Meyers y Hora Zulú. Fue catalogado como el «mejor álbum hecho hasta la fecha de la banda» por Mondosonoro.
Paraísos Artificiales sería el último disco editado por la banda con el sello Acostao Records. El siguiente es un disco de un directo: El encanto de lo irreverente, editado por Maldito Records en 2012 y que viene acompañado por un vídeo documental de la banda.
En 2013 los granadinos crean un proyecto paralelo: Eskorzo Afrobeat Experience, y lanzan el disco EP Hypnotic Covers, un trabajo compuesto por cuatro versiones de Afrobeat de Bob Marley, Fela Kuti, Pink Floyd y Red Hot Chili Peppers. 
Con la editorial y agencia Rootsound Music publican Camino de Fuego, el séptimo álbum en 2015. El sencillo con el que lanzaron este nuevo trabajo es la cumbia fronteriza «Suave». En este tema unieron a dos figuras muy diferentes en sus estilos musicales: el mexicano cantante y acordeonista Celso Piña, cantor de cumbias, y el cantante madrileño Coque Malla. Los directos de este álbum consiguen excelentes críticas en medios.
Eskorzo vuelve a la actividad discográfica en 2017 con Alerta Caníbal con la agencia y sello Rootsound Music. El álbum se publicó el 1 de diciembre de 2018 y fue presentado en la feria musical latinoamericana, Circulart, en Medellín, Colombia. Entre las canciones que incluye este disco, se encuentra 'La Tumba' que cuenta con la colaboración de Amparo Sánchez (Ampranoia). 
En 2021, debido a las restricciones sanitarias en los eventos y para celebrar su vigésimo quinto aniversario, deciden emprender la gira 'A Fuego Suave' con un repertorio en el que adaptaban sus propios temas a diferentes estilos musicales. Este espectáculo cosechó muy buena crítica de los periodistas Javier Losilla: "Eskorzo, máquina de ritmo y engranaje de detalles. Guitarras, bajo, batería y percusión, voces y vientos trabajaron al unísono para dar sentido a unas canciones que, si bien perdieron algo de su viveza natural, ganaron en fluidez y elocuencia" en el Periódico de Aragón y de Juan Jesús García, del periódico Ideal de Granada.

## Integrantes
- Tony Moreno, cantante.
- Manuel Collados, guitarra y coros.
- José Gustavo Cabrerizo, bajo.
- Prudencio Valdivieso, trombón y coros.
- Jimi García, trompeta y coros.
- Zeque Olmo, percusión y teclados.
- José Uribe, batería.

### Miembros pasados
- JJ Machuca, piano (desde 2000 hasta 2012).
- Carlos Diaz, guitarra y miembro fundador (desde 1995 hasta 2010)
- Jesús Mata, guitarra, saxo y flauta y miembro fundador (desde 1995 hasta 2002)

## Discografía

### Álbumes
- 1998: Mundo Bullanga.
- 2001: La Sopa Boba.
- 2004: El árbol de la duda.
- 2009: Paraísos Artificiales.
- 2012: El encanto de lo irreverente.
- 2015: Camino de Fuego
- 2017: Alerta Caníbal
- 2023: Historias de amor y otras mierdas

### EP
- 2003: Al compás de los vinagres.
- 2013: Hypnotic Covers.

### Otros
- 2012: El encanto de lo irreverente (DVD).